# Перший міністр Шотландії
Перший міністр Шотландії (шотл. гел. Prìomh Mhinistear na h-Alba; шотл. Heid Meinister o Scotland) — політичний лідер Шотландії й голова уряду країни. Перший міністр очолює шотландський уряд та в основному відповідає за формування, розробку та презентацію політики уряду країни. Додатково на Першого міністра покладаються представницькі функції як всередині Великої Британії, так і за її межами.
Перший міністр є членом парламенту Шотландії (MSP) і подається на затвердження монарху Великої Британії. Решту членів Кабінету призначає Перший міністр. Як глава уряду країни перший міністр підзвітний перед парламентом.
З 29 березня 2023 року Першим міністром Шотландії є представник Шотландської національної партії Хамза Юсаф.

## Список Перших міністрів
| №  | Ім'я            | Зображення | Вступ на посаду   | Завершення терміну | Партія                         | Підстава для відставки |
| -- | --------------- | ---------- | ----------------- | ------------------ | ------------------------------ | ---------------------- |
| 1. | Дональд Дьюар   |            | 13 травня 1999    | 11 жовтня 2000     | Лейбористи                     | Помер на посаді        |
| 2. | Генрі Макліш    |            | 26 жовтня 2000    | 8 листопада 2001   | Лейбористи                     | Пішов у відставку      |
| 3. | Джек Макконнелл |            | 22 листопада 2001 | 16 травня 2007     | Лейбористи                     | Програв вибори         |
| 4. | Алекс Салмонд   |            | 16 травня 2007    | 19 листопада 2014  | Шотландська національна партія | Пішов у відставку      |
| 5. | Нікола Стерджен |            | 20 листопада 2014 | 28 березня 2023    | Шотландська національна партія | Пішла у відставку      |
| 6. | Хамза Юсаф      |            | 29 березня 2023   | 8 травня 2024      | Шотландська національна партія |                        |
| 7. | Джон Свінні     |            | 8 травня 2024     |                    | Шотландська національна партія |                        |